# Michaela Dornonville de la Cour
Maria Susanna Michaela Dornonville de la Cour (16 de agosto de 1961), conocida como Michaela De la Cour o De la Cour, es la cantante del grupo pop sueco Army of Lovers.

## Biografía
Michaela nació el 16 de agosto de 1961 en Helsingborg, Suecia. 
Antes de unirse a Army of Lovers, de la Cour obtuvo el título de profesora (y ha enseñado en la escuela de música Adolf-Fredrik en Estocolmo) y estudió en el Lee Strasberg Theatre and Film Institute en Los Ángeles.
Una de las entrevistas más comprensivas realizadas en inglés con Michaela de la Cour aparecieron en la publicación americana Riveting Riffs Magazine en diciembre de 2013. Durante la entrevista de la Cour habló con el periodista Joe Montague acerca de su infancia, su patrimonio artístico, que la ha conducido a una carrera que incluye música, diseño de joyería y pintura. Lo que destaca en esta entrevista con Riveting Riffs Magazine es lo afectuosamente que refleja su etapa como profesora y especialmente cuando trabajó con niños que los sistemas educacionales de algunos países describirían como niños con «necesidades especiales» que se quedaban atrás en la escuela, no por culpa de discapacidades físicas, sino debido a desafíos emocionales y ambientales.
También diseña premios cada año en honor a aquellos que han contribuido en la lucha contra el VIH y diseñó el premio Don't Drink and Drive —en español: «Si bebes no conduzcas».
Michaela de la Cour es retratada en la entrevista de Riveting Riffs Magazine con John Montague, como una persona generosa e individual que lleva a cabo mucha filantropía y que es una ávida activista de los derechos animales y ha entregado generosamente su tiempo y finanzas personales para rescatar animales que lo necesitaban.
Michaela de la Cour es la propietaria de numerosos negocios, todas las cuales demuestran su perspicacia empresarial. Es brillante a la hora de hacer marketing y parece que su esfuerzo en el trabajo coincide con sus conocimientos de marketing.
En noviembre de 2013, Michaela de la Cour estuvo una vez más en televisión, en esta ocasión en Odessa in the Ukraine. Durante el programa que fue emitido el 21 de diciembre de 2013 interpretó dos canciones, la optimista, festiva y alegre «Xmas», escrita por Stefan Axelsson y fue vista por última vez en el programa de TV Miss Supranational en Polonia cantando una de sus canciones, Back on Earth, en agosto de 2010.
Fue contratada para un concierto exclusivo en Ekaterinburgo y comenzó el Año Nuevo con su nuevo espectáculo y cantando nuevas canciones y algunos éxitos clásicos.
Fue nombrada Mrs. Suecia en las competiciones mrsworld.com 2009 & 2010. Los programas de TV The Mrs. World son vistos por 55 millones de personas. Michaela también está trabajando a tiempo parcial con el proyecto Mrs. Suecia, dando a otras mujeres la oportunidad de ganar el título de Mrs. Suecia y aparecer en la competición de Mrs. Mundo.
Ayuda a otros a iniciar sus propias empresas para convertirse en agentes inmobiliarios en la compañía de Diseño de Michaela de la Cour.
Aparecerá en una próxima película llamada Lies 2 Love, y ocasionalmente trabaja en TV y en el escenario.

## Trabajos

### Discografía
Véase también discografía de Army of Lovers.
Sencillos en solitario:
- Rumours And Lies (1997, solo un sencillo promocional)
- S.O.S (2000)
- Back On Earth (2008, sencillo digital vía iTunes/myspace)
- HomoSapien (2008, sencillo digital vía iTunes/myspace)
- Robot Lover (2008, sencillo digital vía iTunes/myspace)
- Marilyn (2008, sencillo digital vía iTunes/myspace)
- Xmas (2008, sencillo digital vía iTunes/myspace)
- Feel (2008, sencillo digital vía iTunes/myspace)
- Happy Birthday (2008, sencillo digital vía iTunes/myspace)

### TV
- Sjukan (1996)
- Dr Mugg (2002)

### Teatro
- Sunshineboys (1996)